# Romanivka (Bilhorod-Dnistrovskyi)
Romanivka  (ucraniano: Романівка) es una localidad del Raión de Bilhorod-Dnistrovskyi en el Óblast de Odesa de Ucrania. Según el censo de 2020, tiene una población de 8 habitantes.